# Boris Terral
Boris Terral (ur. 8 listopada 1969 w Saint-Denis) – francuski aktor teatralny i filmowy, nominowany do nagrody Cezara (2001) w kategorii najbardziej obiecujący aktor za rolę Jeana-Baptiste Lully w Król tańczy (Le roi danse) oraz zdobył nominację do Trophées Jeunes Talents (2007) w kategorii obiecujący aktor w TV za postać Loïca Daguerre w miniserialu Horoskop śmierci 2 (Le Maître du Zodiaque).

## Filmografia
- 1996: Pedał (Pédale douce) jako Cyril
- 1998: Ogrody Edenu (I Giardini dell'Eden) jako Jochanan
- 1999: Jedna za wszystkie (Une pour toutes)
- 1999: Wulkan (Der Vulkan) jako Kikjou
- 2000: Król tańczy (Le roi danse) jako Jean-Baptiste Lully
- 2003: Twoje ręce na moich biodrach (Laisse tes mains sur mes hanches) jako Eric, fan Odile
- 2006: Horoskop śmierci 2 (Le Maître du Zodiaque, miniserial TV) jako Loïc Daguerre
- 2009: Éternelle (serial TV) jako Christophe Morel
- 2012: Profil (Profilage, serial TV) jako
- 2013: Zdarzyło się w Saint-Tropez (Des gens qui s'embrassent) jako Stéphane
- 2014: Wymarzony bachor (100% cachemire) jako pasażer z Krakowa